# Positio
Dans l'Église catholique, une positio (en latin : positio super virtutibus : « position sur les vertus ») est un document ou un ensemble de documents utilisés dans le processus de canonisation, par lequel une personne est déclarée vénérable, la deuxième des quatre étapes sur le chemin de la sainteté catholique. Elle présente de manière structurée l'appareil documentaire obtenu par une enquête diocésaine afin de démontrer l'« héroïcité des vertus » (foi, espérance, charité, etc.) du candidat. Elle est préparée par un rapporteur chargé de sa présentation à la Congrégation pour les causes des saints. Lors de cette présentation, la positio est examinée par un comité d'experts en histoire et en théologie : si la preuve présentée est jugée appropriée, le collège de cardinaux et d'évêques peut alors faire une recommandation au pape afin que le candidat soit déclaré vénérable.
Une positio peut comporter plus de 1 000 pages. Le temps entre la préparation d'une positio et une recommandation de la commission d'historiens et de théologiens peut souvent se mesurer en décennies.

## Source
- (en) Cet article est partiellement ou en totalité issu de l’article de Wikipédia en anglais intitulé « Positio » (voir la liste des auteurs).